# Гауптвіль-Готтсгаус
Гауптвіль-Готтсгаус (нім. Hauptwil-Gottshaus) — громада  в Швейцарії в кантоні Тургау, округ Вайнфельден.

## Географія
Громада розташована на відстані близько 155 км на північний схід від Берна, 30 км на схід від Фрауенфельда.
Гауптвіль-Готтсгаус має площу 12,5 км², з яких на 8% дозволяється будівництво (житлове та будівництво доріг), 70,4% використовуються в сільськогосподарських цілях, 17,5% зайнято лісами, 4,1% не є продуктивними (річки, льодовики або гори).

## Демографія
2019 року в громаді мешкало 1993 особи (+8,7% порівняно з 2010 роком), іноземців було 9,8%. Густота населення становила 160 осіб/км².
За віковим діапазоном населення розподілялося таким чином: 22,9% — особи молодші 20 років, 61,8% — особи у віці 20—64 років, 15,3% — особи у віці 65 років та старші. Було 791 помешкань (у середньому 2,5 особи в помешканні).
Із загальної кількості 615 працюючих 154 було зайнятих в первинному секторі, 219 — в обробній промисловості, 242 — в галузі послуг.